# Society for Creative Anachronism
Die Society for Creative Anachronism (SCA) (dt. Gesellschaft für kreativen Anachronismus) ist eine internationale Organisation von am Mittelalter interessierten Menschen.
Der offizielle deutsche Verbund der SCA ist die 2018 gegründete Gesellschaft für lebendige Geschichte e. V. (GlG).
Eingebettet in eine fiktive Gesellschaftsordnung, die sich in weltweit 20 Königreiche gliedert, widmen sich die Mitglieder der Erforschung und Wiedererschaffung der Künste und Fertigkeiten Europas vor dem 17. Jahrhundert. Das Erleben, zumindest des höfischen Teils, des mittelalterlichen Lebens (sog. Reenactment) steht im Mittelpunkt. Die SCA hat nach eigener Aussage über 30.000 Mitspieler. Die größte SCA-Gruppe Deutschlands ist die Baronie „Knight's Crossing“ mit etwa 100 Mitgliedern.

## Überblick und Geschichte

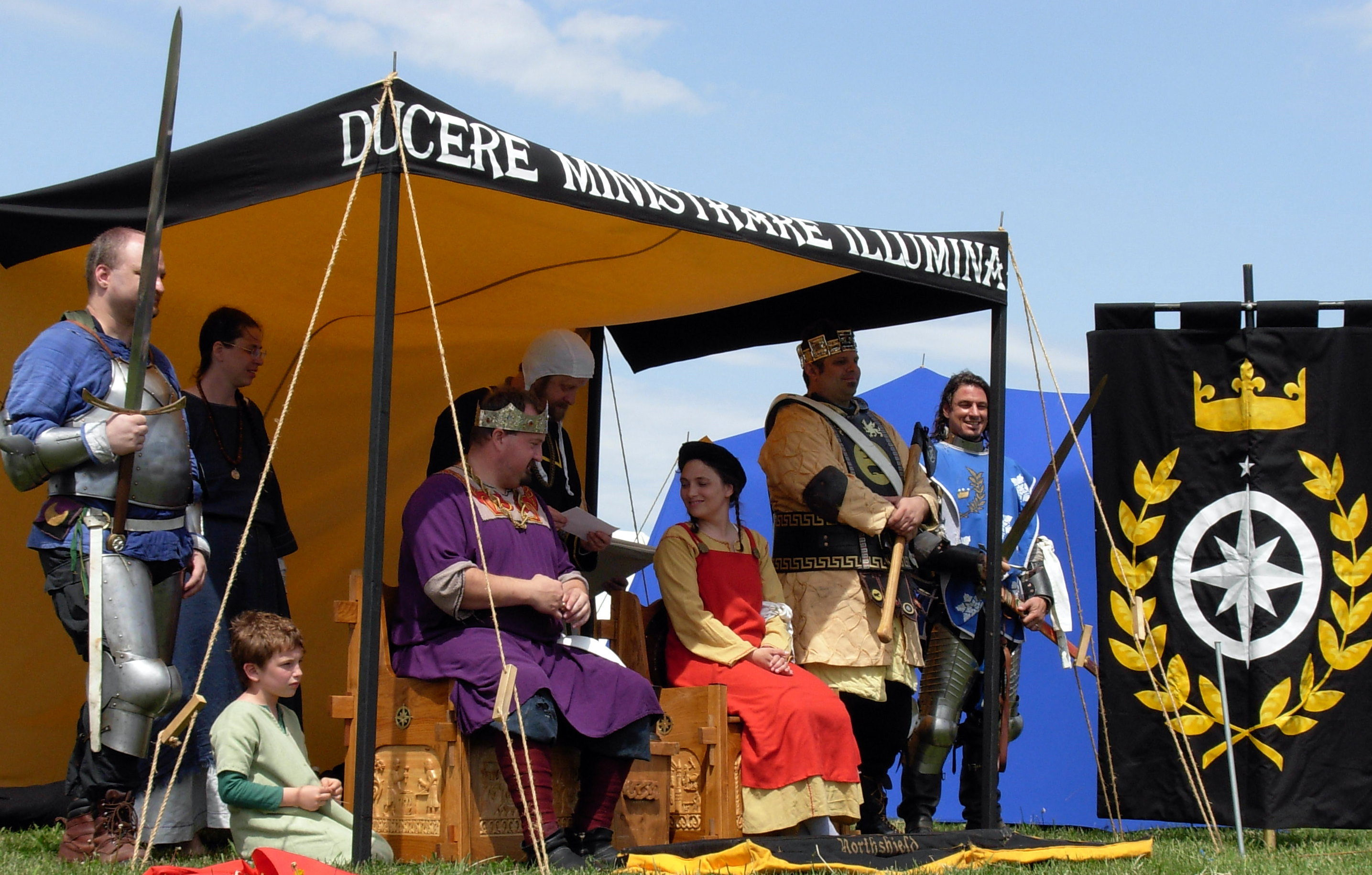
Nachgestellte Hofszene bei einem öffentlichen Event der SCA

Die SCA wurde 1966 als Nonprofit Corporation SCA, Inc. in den USA von einer Gruppe Mittelalterbegeisterter gegründet. Gründungsmitglieder waren unter anderem die Autorinnen Marion Zimmer Bradley und Diana L. Paxson.
Mit der Gründung der Gesellschaft für lebendige Geschichte e. V. und einem mit der SCA, Inc. abgeschlossenen Affiliierungs-Vertrag existiert seit 2019 eine rechtlich selbstständige SCA-Organisation in Deutschland.
Die Mitglieder der SCA stellen mittelalterliche Kunst, Handwerk und Alltagsaktivitäten nach. Dabei wird alles, vom Nähen, über das Kochen, Schwertkampf bis zur Falknerei, erprobt und umgesetzt. Die behandelte Zeitspanne umfasst über 1000 Jahre europäischer Geschichte. Dadurch entsteht eine anachronistische Mischung aller möglichen Kulturen und Zeitspannen. Beispielsweise können Wikinger mit Personen aus der Zeit Königin Elisabeths interagieren. Die SCA sieht ihre Tätigkeit als Angewandte oder auch Experimentelle Archäologie, also die Erforschung der Geschichte durch praktisches Anwenden von theoretisch gewonnenem Wissen. Mitglieder entwerfen, nähen und tragen an das Mittelalter angelehnte Kleidung, bauen Rüstungen, Übungsschwerter, Streitkolben und Schilde und bestreiten Turniere. Des Weiteren produzieren und verkosten die Mitglieder eigenen Wein, Met und Bier. Die SCA versucht, im Einzelnen historisch korrekte Geschichte darzustellen. Deshalb befasst sie sich nicht mit Magie, Monstern oder ähnlichen Aspekten. Die Ausgestaltung dieses „gegenwärtigen Mittelalters“ variiert jedoch von Mitglied zu Mitglied, da der SCA das Miteinander der Mitglieder wichtiger ist als die historische Darstellung nach außen, wie sie zum Beispiel beim Reenactment auf Burgbelebungen und öffentlichen Mittelaltermärkten üblich ist.

## Ziel der SCA
Die SCA beschäftigt sich mit dem Studium der Zeit vom 7. bis 17. Jhd. und versucht die Wiederbelebung der positiven Seiten des europäischen Mittelalters, seiner Handwerke, Künste, Traditionen, Literatur, Werte und Errungenschaften zu erreichen. Negative Seiten wie Pest, Armut, Hexenverbrennung und ähnliches werden ausgeschlossen. Sekundärliteratur und primäre Quellen wie Statuen, Gemälde, Manuskripte und Bauwerke werden studiert. Abgeleitet daraus wird versucht ein Objekt, z. B. ein Kleid oder ein Rezept, zu rekonstruieren. Auf diese Art und Weise und je nach Fertigkeit auch in Zusammenarbeit mit Museen werden Erfahrungen über mögliche frühere Fertigkeiten gemacht.
Durch die originalgetreuen Rekonstruktionen sollen moderne Mythen und Vorstellungsweisen über das Mittelalter entkräftet und die theoretische Forschung ergänzt werden.
Dabei ist es jedem Mitglied selbst überlassen, wie stark es diese Forschung betreiben möchte. Ein Teil der SCA-Mitglieder besucht die Treffen und Veranstaltungen hauptsächlich für die Gemeinschaft und das Ambiente, wohingegen andere wissenschaftlich hochwertige Arbeiten in Recherche und experimenteller Archäologie abliefern.

## Veranstaltungen

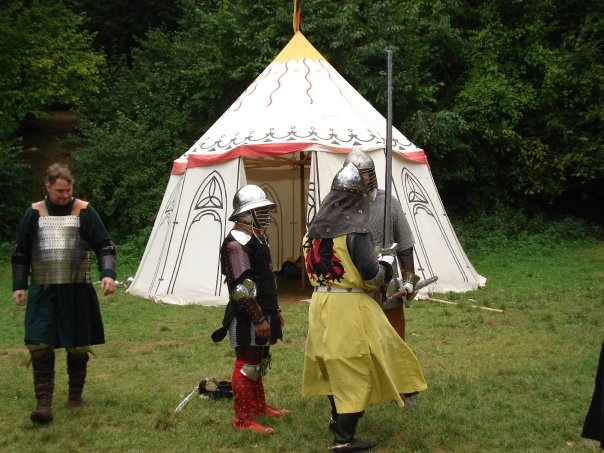
Eine Szene eines „Pas d'armes“ Turniers in Deutschland

Die SCA besteht aus vielen lokalen Gruppen, die sich teilweise wöchentlich treffen. Bei verschiedenen Veranstaltungen tragen Mitglieder der SCA mittelalterliche Kleidung, tanzen historische Tänze und essen mittelalterliche Gerichte. Bei größeren Veranstaltungen gibt es auch Turniere, Ausstellungen, Wettkämpfe, Vorträge über mittelalterliche Künste, Workshops und oft ein abendliches Festmahl, königliche Hofhaltungen sowie Tänze und Musik. In der Regel sind größere SCA-Veranstaltungen nicht öffentlich zugänglich und bedürfen vorheriger Anmeldung der Teilnehmer.

## Struktur
Seit ihren Anfängen 1966 wuchs die Organisation auf über 30.000 Mitglieder in den USA, Kanada, England, Schottland, Irland, Schweden, Finnland, Deutschland, Österreich, Frankreich, Italien, Russland, Polen, Griechenland, Japan, Südafrika, Türkei, Israel, Korea und Australien. Die Mitgliedschaft ist nur für bestimmte Aktivitäten, wie die Ausübung eines Amtes, zwingend.
Die Organisation der SCA lehnt sich an die idealisierte Feudalgesellschaft des Mittelalters an. Die SCA besteht derzeit aus 20 „Königreichen“ mit je einem für sechs Monate eingesetzten „Königspaar“, einem „Kronprinzenpaar“ und einer Anzahl „königlicher Ministerialen“, die jeweils die in ihrem Aufgabengebiet anfallende Arbeit koordinieren.
„Drachenwald“ ist das Königreich für Europa. Derzeit umfasst Drachenwald die Länder Dänemark, Deutschland, Finnland, Frankreich, Griechenland, Irland, Island, Israel, Italien, Niederlande, Österreich, Schweden, Spanien, Südafrika, Vereinigtes Königreich, sowie kleinere Außenposten in Afghanistan, Kuwait, Irak, Rumänien und der Schweiz (primär durch das US-Militär).
In Drachenwald gibt es auch zwei Fürstentümer (Principalities): „Nordmark“ (Schweden) und „Insulae Draconis“ (Vereinigtes Königreich, Irland, Island).
Ein Königreich unterteilt sich in die verschiedenen Gruppen vor Ort, je nach Größe und Struktur Shire, Kanton, Baronie, Provinz oder Fürstentum genannt (generell werden hier die englischen Begriffe verwendet). Auch dort sind wieder Ministeriale am Werk und Baronen- und Fürstenpaare als Vertreter der Krone. In Deutschland existieren mehrere Shire und Kantone sowie übergreifend die Baronie Knight's Crossing, die sich seit dem Frühjahr 2018 über ganz Deutschland erstreckt.
Die Ministerialen sind freiwillige Helfer, die ihr jeweiliges Amt für eine Amtszeit übernehmen.

## Interessensgebiete innerhalb der SCA

### Grundsatz und Persona
Alle Mitglieder der SCA gelten aufgrund des Fokus als höfische Kultur grundsätzlich als niederer Adel. Daher gibt es im SCA-Spiel keine Bauern, Händler, Mägde, Söldner und ähnliche Personen, diese werden aber dennoch dargestellt bzw. deren Leben erforscht. Oft entwickeln Mitglieder eine sogenannte Persona, um die Lebensgeschichte einer Person, die in der fraglichen Zeit hätte existieren können, in die geschichtlichen Abläufe sowie die regional- und lokalpolitischen Gegebenheiten der Zeit einzupassen und so einen Aufhänger für Recherchen über die jeweilige Epoche zu haben.

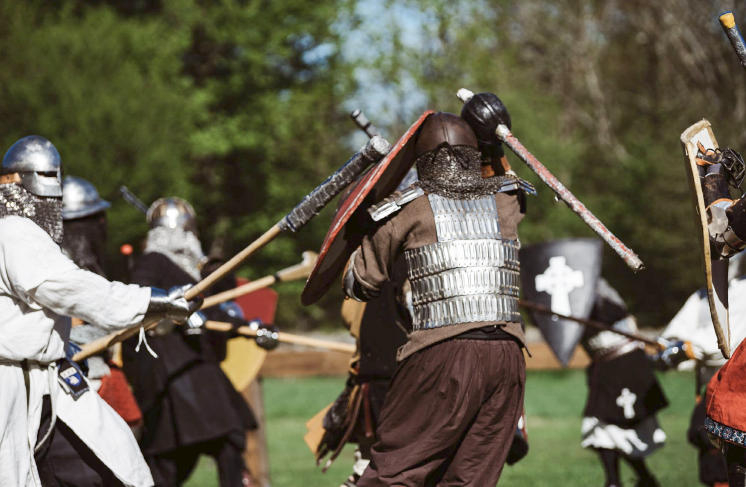
SCA-Mitglieder kämpfen in einer Schlacht in Schweden

### Mittelalterliche Kampfkünste
Der Schwertkampf der SCA basiert auf dem Fußkampf bewaffneter Ritter, wie er z. B. im mittelalterlichen Kolbenturnier stattfand, und folgt einem eigenen Regelwerk. Es gibt ihn als Duell oder als Gruppenkampf.
Der Kämpfer selbst entscheidet, ob ihn der Schlag, den er erhalten hat, im Ernstfall verwundet oder getötet hätte. Wenn dieser einen Schlag als zu leicht empfunden hat, geht der Kampf weiter.
Um Verletzungen zu vermeiden, wird in richtigen Rüstungen aus Metall, Leder, Stoff und mit Rattanwaffen, gekämpft. Rattan ist ein tropisches Gras, aus dem z. B. Möbel gemacht werden. Es entspricht im Gewicht und Schlagverhalten den mittelalterlichen Waffen. Elastisch wie Bambus, hat es aber keinen hohlen Kern, splittert deswegen weniger leicht und nimmt einen Teil der Wucht aus dem Schlag. Die Oberfläche wird zusätzlich durch eine Schicht Textilklebeband geschützt und von der Farbe her Metall angeglichen.
Die wesentlichen Körperteile wie Kopf, Nacken, Wirbelsäule, Ellbogen, Knie, Nieren, Hände und Genitalien müssen dabei durch genau festgelegte Rüstung geschützt werden. Die meisten Kämpfer entscheiden sich jedoch freiwillig mehr Rüstung zu tragen, um auch den Torso, die Arme und die Beine zu schützen.
Bevor er eigenverantwortlich kämpfen darf, wird ein Anfänger von erfahrenen Kämpfern trainiert. Dieses Training nimmt üblicherweise einige Zeit in Anspruch und soll sicherstellen, dass der Kämpfer im Gefecht weder sich noch andere tatsächlich verletzt. Teil dieses Trainings ist es auch, leichte, nicht verletzende Schläge von schweren zu unterscheiden. Kommt der Getroffene zu dem Schluss, der Schlag hätte ihn durch die Rüstung hindurch verwundet, wird er bei einem Treffer der Gliedmaßen die Benutzung dieses Körperteils einstellen. Wird er an Torso oder Kopf getroffen, ist der Kampf zu Ende. Als Abschluss dieses Trainings findet dann eine Prüfung des Kämpfers durch mehrere Marschälle statt.
Beim gerüsteten Kampf gibt es unterschiedliche Waffenkombinationen, z. B. Schwert und Schild, Zweihänder, Lanze, Streitaxt, Stangenwaffen und Speer

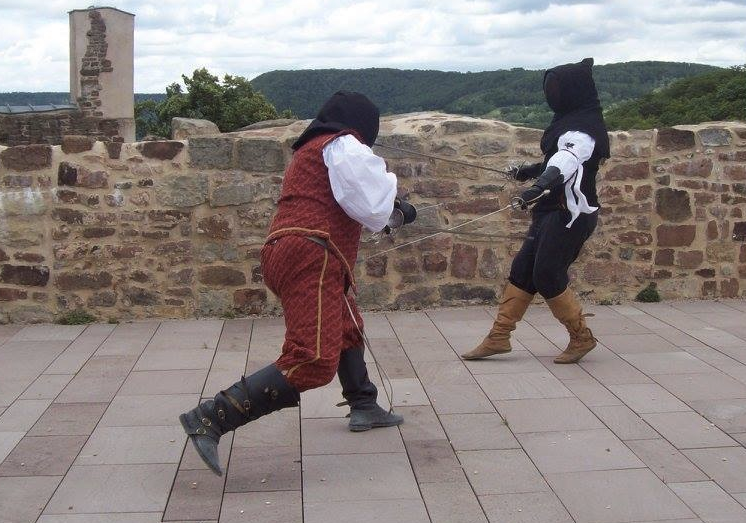
Fechten mit dem Rapier während eines SCA-Events in Deutschland.

Zu den weiteren Formen des Kampfes zählen auch das Bogenschießen, Fechten mit Stahlschwertern sowie die Verwendung von Wurfwaffen und Belagerungsgeräten.

### Kunst und Handwerk
Die Mitglieder der SCA befassen sich mit allen Arten von alten Handwerken und Künsten. Neben der Erforschung unter Zuhilfenahme von Primär- und Sekundärquellen steht häufig vor allem das tatsächliche Ausprobieren und Herstellen im Mittelpunkt. Die Erfahrungen, Erkenntnisse und Techniken werden auf SCA-Veranstaltungen und örtlichen Treffen in sogenannten „Classes“ unter den Mitgliedern besprochen bzw. unterrichtet. Neben dem einfachen Wissenstransfer wird hier auch die gegenseitige Zusammenarbeit gefördert, um gemeinsame Projekte zu gestalten. So werden zum Beispiel Urkunden illuminiert, die anschließend von anderen Mitgliedern kalligrafiert werden. Ein besonders aufwändiges Projekt ist das sogenannte „Calf-to-Codex“, bei dem SCA-Mitglieder aus über 20 verschiedenen Künsten und Handwerken gemeinsam einen Kodex erschaffen haben.
Viele Mitglieder stellen ihre Ergebnisse in Form von Blogs mit Anleitungen und Mustern der Öffentlichkeit zur Verfügung.

### Dienst an der SCA
Viele Mitglieder legen einen starken Fokus auf ein Engagement für die internen Abläufe und Strukturen der SCA. Sie arbeiten auf verschiedenen Ebenen in den Ämtern oder kümmern sich um die Organisation von Veranstaltungen. Dabei steht auch in diesem „Service“ die Förderung der Gemeinschaft und der Wissenstransfer, wie man zum Beispiel Projekte angeht, im Vordergrund.

## Namen und Wappen in der SCA
Mitglieder und Gruppen der SCA tragen mittelalterlichen Namen. Diese müssen für die jeweils dargestellte Zeit anhand von Quellen nachgewiesen werden.
Wappen müssen den generellen, mittelalterlichen Praktiken der Heraldik entsprechen. Die SCA hat ein eigenes Heraldikkollegium mit einer Datenbank, das die Mitglieder bei der Auswahl ihrer Namen und Wappen unterstützt. Namen und Wappen darf dann nur der Antragsteller innerhalb der SCA verwenden. Weiterhin darf man bei Namens- und Wappenerstellung nicht gegen geltendes Urheberrecht verstoßen. Es ist also beispielsweise nicht erlaubt, ein reales Familienwappen ohne die Zustimmung des Führenden zu verwenden.

## Auszeichnungen, Titel und Ränge in der SCA
Die SCA hat ein ausgeprägtes System von Titeln und Ehrungen, die von der Krone für die verschiedensten Leistungen und Verdienste an einzelne Mitglieder verliehen werden. Sie sind nicht selbst ernannt, erblich oder käuflich, sondern persönlich. Alle Auszeichnungen folgen einer genau festgelegten Rangfolge, an dessen Spitze der Hochadel als höchstmögliche Auszeichnung steht.
Die SCA kennt zwei Arten des Hochadels, sog. Peers: den königlichen und den verliehenen Hochadel.
Der königliche Hochadel besteht aus den ehemaligen Fürsten- und Königspaaren. Ex-Fürsten werden zu Landgrafen, Ex-Fürstinnen werden zu Landgräfinnen. Wer einmal ein Königreich regiert hat, wird Graf/Gräfin. Nach dem zweiten Mal wird man Herzog/Herzogin.
Die andere Form des Hochadels sind Mitglieder, die aufgrund von Talent, harter Arbeit und fortwährender Anstrengung Auszeichnungen für ihre Mühe verliehen bekommen.
Es gibt vier verschiedene Formen dieser Auszeichnung, die die gleichen Grundvoraussetzungen haben:
- Ehrenhaftes und höfliches Verhalten
- Vertrautheit mit höfischem Verhalten
- Nachweis des Einsatzes für den Verein und dessen Ideale.

Die vier Orden sind gleichrangig.
Der älteste ist der „Order of Chivalry“, der die Ritter beinhaltet. Kämpfer, die herausragende Kampffertigkeiten und beispielhafte Tapferkeit, Ritterlichkeit und Ehrenhaftigkeit gezeigt haben, werden in ihn aufgenommen.
Der nächste ist der „Order of the Laurel“, der Künstlern und Handwerkern verliehen wird, die sich durch Forschungen über mittelalterliche Fertigkeiten, ihre Bereitschaft diese Kenntnisse weiterzugeben und ihre künstlerischen Fähigkeiten auszeichnen. Der Lorbeerkranz wurde den Siegern der griechischen Olympiaden, großen Dichtern usw. verliehen und galt als Symbol für Leistung und Erfolg.
Als dritte Gruppierung gibt es den „Order of the Pelican“, verliehen für außergewöhnliche Anstrengungen für die SCA. Der Pelikan war im Mittelalter Symbol der Opferbereitschaft. Ihm wurde nachgesagt, er öffne sich in der Not die Brust, um mit seinem Blut seine Jungen zu nähren.
Im fünfzigsten Jahr ihres Bestehens wurde in der SCA ein vierter Hochadelsorden gegründet, der „Order of Defense“. In ihn werden die besten Stahlfechter der SCA aufgenommen.
Die Krone verleiht die diversen Titel und Auszeichnungen aufgrund von Vorschlägen aus der Mitgliederschaft.